# End Game (Taylor Swift)
End Game è un singolo della cantante statunitense Taylor Swift, pubblicato il 14 novembre 2017 come terzo estratto dal sesto album in studio Reputation.

## Descrizione
End Game è stato scritto dalla Swift, Max Martin e Shellback, ed è stato prodotto da questi ultimi due. End Game ha una durata di quattro minuti e quattro secondi e ha un tempo di 159 battiti al minuto. Musicalmente, la traccia è una canzone R&B. End Game è incentrato sull'idea della Swift che vuole essere il "gioco finale" di qualche ragazzo o di quello a cui mira. Mentre lei non chiarisce chi sia questo individuo, l’internet sembra pensare che, dal momento che ha una grande "reputazione", possa essere Tom Hiddleston.

## Accoglienza
In una recensione di Pitchfork, un critico ha scritto che End Game è "una canzone che assorbe e rigurgita in modo inequivocabile i suoni ibridati del rap e dell'R&B del 2017" ma ha anche notato che "c'è qualcosa di profondamente non ispirato nel compito di Martin di assemblare un blando composito, piuttosto che andare direttamente alla fonte - chi non sarebbe almeno un po 'curioso di sapere come suonerebbe una traccia di Taylor Swift e Metro Boomin?" Vulture ha predetto che sarebbe stato uno dei singoli di maggior successo che l'album avrebbe prodotto a causa del suo ritmo orecchiabile, specialmente grazie ai versi di Future.
Una recensione positiva scritta da Time, dice che End Game è una "traccia auto-riflettente, slow-jam." Una recensione di Spin spiega che sebbene la canzone fosse "bella" nella sua descrizione del ritrovamento amore nonostante l'opposizione, era stato superata da precedenti canzoni, versi e album di Future.

## Successo commerciale
End Game ha debuttato al numero 86 della Billboard Hot 100 nella settimana del 9 dicembre 2017 grazie alle sue forti vendite digitali. La settimana seguente è salito al numero 83 per poi raggiunte il numero 36 durante la sua terza settimana, regalando a Taylor Swift la sua cinquantacinquesima entrata in top forty. Due settimane dopo ha raggiunto la posizione 18 diventando il terzo singolo consecutivo da Reputation ad arrivare in top 20.  La settimana successiva è scesa al numero 30.
In Canada la canzone aveva inizialmente raggiunto la posizione 53, ma dopo l'uscita del suo video musicale è salita all’undicesima posizione della Billboard Canadian Hot 100.
In Australia ha fatto il suo ingresso al numero 38 e ha raggiunto la posizione 36. Nel Regno Unito, la canzone ha esordito al numero 87 e si è spinta fino alla posizione 49.

## Esibizioni dal vivo
Swift e Sheeran hanno eseguito End Game per la prima volta durante iHeartRadio Jingle Ball il 2 dicembre 2017.  Una versione in solitaria della canzone è stata parte della scaletta per il Reputation Stadium Tour della cantante.

## Video musicale
Durante un'intervista di dicembre, Sheeran ha confermato di aver già girato un videoclip per la canzone.
Il video di End Game è stato pubblicato il 12 gennaio 2018. Girato tra Londra, Miami e Tokyo, mostra Taylor Swift che si diverte, bevendo con Ed Sheeran e facendo un giro in macchina con Future.

## Classifiche
| Classifica (2018) | Posizione massima |
| ----------------- | ----------------- |
| Canada            | 11                |
| Regno Unito       | 49                |
| Stati Uniti       | 18                |